# Philip Morris International
Philip Morris International Inc. (PMI) ist der größte privatwirtschaftliche Hersteller von Tabakprodukten und - nach China National Tobacco Co.  - der zweitgrößte Hersteller von Tabakwaren weltweit.
Der Konzern vertreibt Zigaretten in mehr als 180 Ländern und hat einen Anteil von 15,5 Prozent am weltweiten Tabakmarkt. Sechs der fünfzehn meistverkauften Zigarettenmarken gehören dem Unternehmen, darunter Marlboro, die weltweit meistverkaufte Zigarette.
Mit einem Nettoumsatz von rund 35,2 Milliarden US-Dollar, zählte Philip Morris International Inc. im Jahr 2022 zu den zwölf größten Produzenten von Konsumgütern weltweit.
Im Jahr 2018 verkündete die Konzernsführung, das Unternehmen werde sich mittelfristig aus dem Zigarettengeschäft zurückziehen und verstärkt auf Produkte wie E-Zigaretten setzen. Zu den Gründen hierfür zählt unter anderem die stagnierenden Nachfrage an Tabakprodukten (außerhalb Asiens).

## Geschichte
Seit der Gründung im 19. Jahrhundert hat sich das Unternehmen zu einem Weltkonzern entwickelt. Philip Morris war ein Tabakhändler, der 1847 ein Geschäft in der Londoner Bond Street eröffnete. 1854 stellte er erstmals eigene Zigaretten her und bot diese zum Verkauf an. Er brachte Kutscher dazu, Gäste, die nach Zigaretten fragten, zu ihm zu fahren, indem er ihnen Geld dafür gab. Zudem war der Konzern ab 1901 Tabakhändler für König Eduard VII. Die Erben Philip Morris’ wählten als neuen Hauptsitz New York City.
1963 wurden die Vereinigten Tabakfabriken (Fabriques de Tabac Réunies SA) in Neuenburg in der Schweiz übernommen, welche unterdessen unter dem Namen Philip Morris Products S.A. firmiert, hier befinden sich eine Produktionsstätte, das globale PMI Forschungs- und Entwicklungszentrum sowie das Industrial Development Center (IDC).
Der Konzern unterlag 2006 im Prozess United States of America vs. Philip Morris USA Inc. et al.
Das heutige Unternehmen wurde Ende März 2008 durch eine Ausgründung vom damaligen Mutterkonzern Altria Group herausgelöst. Altria betreibt weiterhin das US-Geschäft mit der Marke Philip Morris. Für alle Märkte außerhalb der USA ist PMI selbst zuständig. Formaler Unternehmenssitz ist New York City in den Vereinigten Staaten, das operative Geschäft wird vom schweizerischen Lausanne aus betrieben.

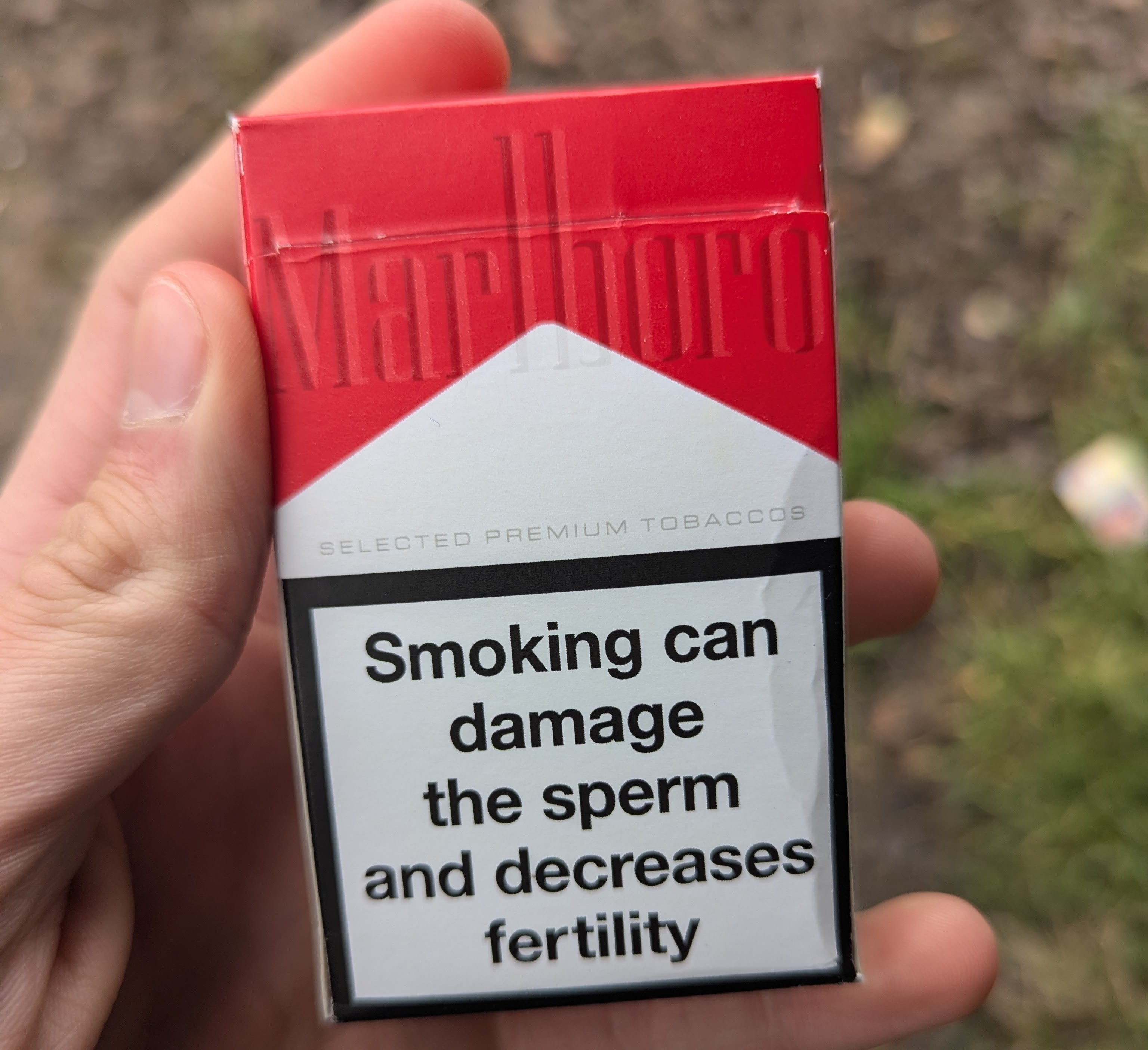
Beispiel für den vorgeschriebenen Warnhinweis auf Zigaretten der Marke Marlboro Red
(Dt.: "Rauchen kann Spermien schädigen und die Fruchtbarkeit mindern")

Im März 2016 sprach sich PMI als einer der wenigen Zigarettenhersteller für die fristgerechte Umsetzung der neuen EU-Richtlinie über Tabakerzeugnisse in Deutschland aus. Diese schreibt unter anderem vor, 65 Prozent der Verpackungsoberfläche in Bild- und Textform mit Warnhinweisen zu den Risiken des Tabakkonsums zu versehen.
Im Jahr 2021 kaufte der Konzern das britische Pharmaunternehmen Vectura. Philip Morris Inc. hatte das 1999 gegründete Unternehmen aus Südwestengland, das auf Inhalationstherapien für Lungenkrankheiten spezialisiert ist, für rund eine Mrd. Britische Pfund (fast 1,2 Mrd. Euro) gekauft. Einer der Gründe, warum der Konzern das Unternehmen bereits 2024 (für nur 150 Mio. Britische Pfund) wieder verkaufte, war die anhaltende Kritik von Politikern und Medien, die dem Tabakkonzern „Heuchelei“ vorwarfen und den Kauf als unpassend für einen Hersteller gesundheitsschädlicher Rauchwaren kritisierten.
Philip Morris Deutschland ist in Gräfelfing bei München angesiedelt. Im Oktober 2024 kündigte der Hersteller an, seine deutschen Produktionsstätten zu schließen, da die Nachfrage rückläufig ist. Die in Berlin ansässige Philip Morris Manufacturing GmbH soll die Produktion in der ersten Jahreshälfte 2025 beenden. Der Standort in Dresden, die f6 Cigarettenfabrik, wird Mitte 2025 geschlossen.

## Marken
PMI-Flaggschiff ist die Zigarettenmarke Marlboro, die meistverkaufte Zigarettenmarke der Welt. In den USA gehören die Philip-Morris-Marken der ehemaligen Muttergesellschaft Altria Group und werden dort von deren Tochter Philip Morris USA vertrieben. Zu den aktuellen Zigaretten- und Tabakmarken von PMI gehören:

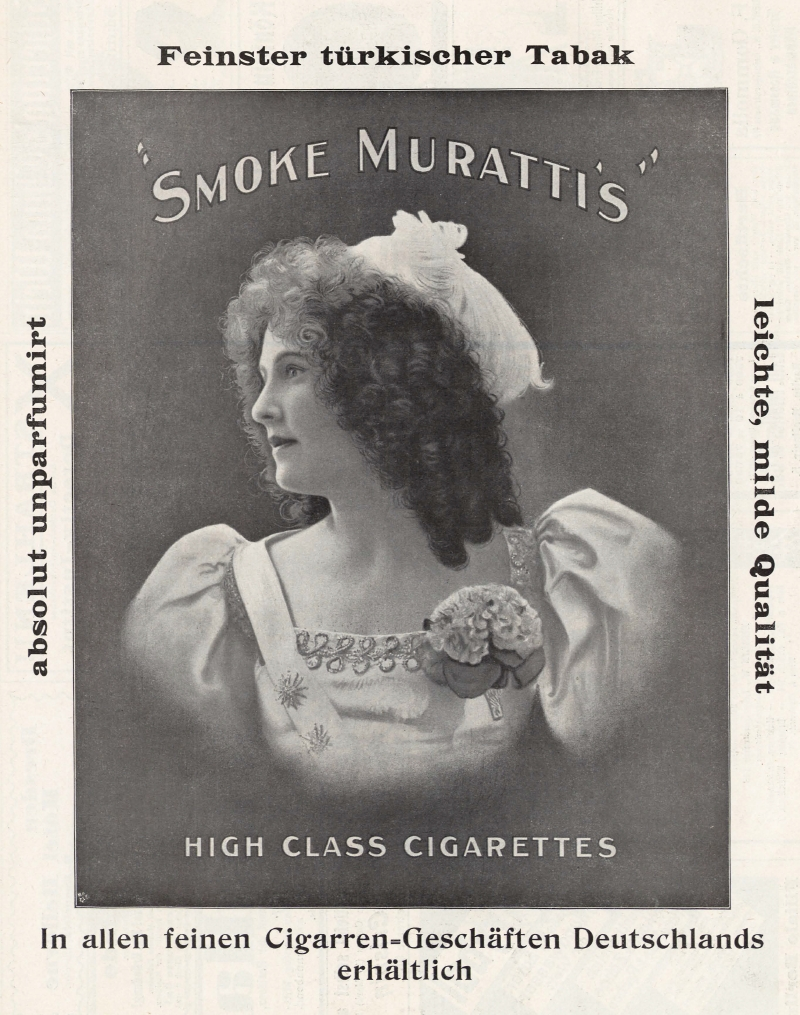
Werbung für Muratti in einer Berliner Zeitschrift des Jahres 1902

| International - Basic - Bond Street - Brian’s 420 - Chesterfield - Caro - Fajrant - L&M - Lark - Longbeach - Marlboro - Merit - Multifilter - Muratti - Parliament - Peter Jackson - Philip Morris | - Polyot - Red & White - SG - Start - Vatra - Veev Deutschland - f6 - Juwel - Karo - Pielroja (D) Weitere Länder - Apollo-Soyuz (Russland) - Assos (Griechenland) - Belmont (Kanada) - Best (Serbien) - Boston (Kolumbien) - Canadian Classics (Kanada) - Champion (Philippinen) | - Classic (Serbien) - Delicados (Mexiko) - Diana (Italien) - Dji Sam Soe 234, Indonesien (Marke der indonesischen Tochter Sampoerna) - Eve - Fortune (Philippinen) - Hope (Philippinen) - Iqos - Moven Gold (Pakistan) - Multi De Luxe - Number 7 (Kanada) - Optima (Russland) - Papastratos (GR) - Petra (CZ, Slowakei) - Sampoerna A, Indonesien (Marke der indonesischen Tochter Sampoerna) - Sparta (CZ) - U Mild (Indonesien) |

## Kritik
Nach Recherchen des Spiegels im Jahr 2010 ließ Philip Morris International Inc. in Kasachstan Tabak anbauen, der teilweise von Minderjährigen in Kinderarbeit geerntet werde – dies verstoße gegen die Kinderrechtskonvention und kasachische Gesetze. Ebenfalls wurde auf die schlechten Arbeitsbedingungen in Kasachstan hingewiesen: So würden die Arbeiter in den Plantagen keine Schutzkleidung tragen, obwohl die Arbeit gesundheitsschädlich sei.
Kritisiert wird die Praxis von PMI, Staaten, die strengere Gesetze gegen Tabakkonsum verabschiedet haben oder darüber diskutieren, mit Klagen zu bedrohen bzw. zu verklagen: So klagte 2010 Philip Morris gegen Uruguay vor einem internationalen Schiedsgericht in den USA, Anfang Juli 2016 wurde diese Klage „komplett zurückgewiesen“, verkündete Staatspräsident Tabaré Vázquez – er betonte, „Gesundheit und Leben der Menschen stünden über den Interessen eines Tabakkonzerns“. Eine ähnliche Schiedsklage gegen Australien wurde abgewiesen, ebenso wie zuvor eine Klage vor den staatlichen australischen Gerichten.
2011 wurde PMI für den von Greenpeace unterstützten Negativpreis Public Eye Awards nominiert, mit dem Konzerne „ausgezeichnet“ werden, die sich laut den Initianten besonders verantwortungslos gegenüber Mensch und Umwelt verhalten: PMI sowie die Tabaklobby übten enormen Druck auf Staatsregierungen der Südhalbkugel aus. Allein durch die Ankündigung der Klage gegen Uruguay z. B. hätte der Konzern die „Anpassung seiner Gesundheitspolitik an die Wünsche der Zigarettenindustrie“ erreicht. Mit dieser Klage bei der Weltbank habe PMI „den Profit über die gesundheitlichen Folgen des Tabakkonsums [gestellt] und versuche demokratische Entscheide der jeweiligen Länder auszuhebeln“.
2016 forderten Aktivisten die Einstellung von Tierversuchen durch PMI.
Im Oktober 2018 erhielt Philip Morris den österreichischen Negativpreis Big Brother Award in der Kategorie Kommunikation und Marketing für die Pläne, Werbung mithilfe von Gesichtsscannern in Trafiken an Zielgruppen zu bringen.

## Gerichtsverfahren
In einem Urteil vom Juli 2000 war ein US-amerikanisches Geschworenengericht zum Schluss gelangt, die Tabakkonzerne PMI, R. J. Reynolds Tobacco Company, Brown Williamson, Lorillard und Liggett hätten wissentlich gesundheitsschädigende Produkte verkauft: Das Gericht befand, dass Zigaretten abhängig machten und ihr Konsum tödliche Folgen haben könne und verurteilte die Tabakindustrie zu Schadensersatzzahlungen i. H. v. zusammen 145 Mrd. Dollar an ca. 300.000 bis 700.000 Klagende – drei krebskranke Rauchende hatten in dem zweijährigen Prozess die Sammelklage vertreten. Mitte Dezember 2020 wurde dieses Urteil dann von einem Berufungsgericht in Florida verworfen: Es sei geeignet, die entsprechenden Konzerne in den wirtschaftlichen Ruin zu treiben, das dürfe nicht sein.
Nach diesem Rekord-Urteil wurden in den USA die meisten Sammelklagen zurückgewiesen, Einzelklagen jedoch zum Teil erhebliche Entschädigungszahlungen bis zu 100 Mio. Dollar (ca. 86 Mio. Euro) zugesprochen; erstinstanzlich wurden teils noch höhere Strafen verhängt, von Berufungsgerichten aber wieder zurückgenommen.
Anfang Juni 2001 wurde PMI von einem weiteren US-Geschworenengericht zu einer Strafe von drei Mrd. Dollar an einen an Lungenkrebs erkrankten, über 40 Jahre Marlboro-kettenrauchenden 56-jährigen verurteilt. Ebenfalls 2001 erhob die EU Klage gegen PMI sowie einen weiteren Zigarettenhersteller wg. Zigaretten-Schmuggels: PMI überschwemme bewusst Osteuropa dermaßen mit Zigarettenprodukten, dass das Überangebot in die Mitgliedstaaten der EU geschmuggelt werde und so Milliardenschäden an entgangenen Steuern (Zöllen) verursache. Ein New Yorker Bundesgericht wies die Klage der Europäischen Union ab, man habe die direkte Auswirkung auf den Haushalt nicht nachweisen können.
Ende 2005 ließ das oberste Gericht des US-Bundesstaats Illinois ein aufgrund einer Sammelklage wg. Betrugs gegen PMI verhängtes Urteil über zehn Mrd. Dollar abweisen.
Ende 2015 verlor der Konzern ein internationales Schiedsgerichtsverfahren gegen Australien – PMI hatte im Rahmen eines Investitionsabkommens Klage erhoben und Schadenersatz gefordert, weil er die strikten australischen Nichtraucherschutzgesetze als eine völkerrechtswidrige Beeinträchtigung seiner Investitionen ansah.